# Чемерин
Чеме́рин — село в Україні, у Луцькому районі Волинської області. Входить до складу Олицької міської громади. Населення становить 435 осіб.

## Географія
Через село тече річка Осинище, ліва притока Путилівки.

## Історія
Вперше згадане в Іпатіївському літописі під 1149 р. Літописний Чемерин, як показали археологічні дослідження 1988–1990 рр., займав обидва береги р. Оличі (сьогодні – Осенище) протяжністю понад 5 км до місця її злиття з р. Миловицею (сьогодні – Путилівка). На передмісті Чемерина існувало поселення Олика. Місто мало, ймовірно, типову планувальну структуру з дитинцем-градом у центрі, оточеним ремісничо-торговельним посадом, що охоплював окольний город (укріплений первісний посад), а також кілька посадських районів. Ці укріплення на денній поверхні тепер навіть не помітні.
Місцезнаходження дитинця, де була резиденція княжого посадника, встановити поки що не вдалося. Можливо, замок розташовувався на підвищенні у сучасному ур. Старий курник на західній околиці с. Чемерина або ж займав ту територію, на якій у XVI ст. був збудований замок Радзівілів. Сучасні Чемерин та Олика вже тоді становили єдиний поселенський організм. Загальна площа міста X–XIV ст. разом із забудовою на заплаві сягала більше ніж 40 га. 
У 1906 році село Покощівської волості Дубенського повіту Волинської губернії. Відстань від повітового міста 38 верст, від волості 2. Дворів 48, мешканців 334.

## Населення
Згідно з переписом УРСР 1989 року чисельність наявного населення села становила 457 осіб, з яких 211 чоловіків та 246 жінок.
За переписом населення України 2001 року в селі мешкало 427 осіб.

### Мова
Розподіл населення за рідною мовою за даними перепису 2001 року:
| Мова       | Відсоток |
| ---------- | -------- |
| українська | 98,85 %  |
| російська  | 0,69 %   |
| білоруська | 0,46 %   |